# Горячев и другие
«Горячев и другие» — один из первых российских телесериалов. Транслировался на «1-м канале Останкино» в 1993—1994 годах. Был создан телекомпанией «Центр коммерческого телевидения», продюсер Леонид Поляков, исполнительный продюсер Александр Потемкин. Премьера на телевидении состоялась 8 февраля 1993 года на телеканале 1-й канал Останкино.

## История создания
«Горячев и другие» — один из первых российских телесериалов. Его снял режиссёр Юрий Беленький — родоначальник российских мыльных опер («Простые истины», «Клубничка»). Телесериал был снят на волне популярности заполонивших эфир импортных сериалов, однако тут упор делался на русскую реальность в новой стране.
После выхода «Горячева и других» на экран Игорь Бочкин проснулся знаменитым. Другому актёру — популярному ныне Алексею Гуськову поклонница фильма звонила домой и оставляла на автоответчике стихи. В сериале также снялась Инга Ильм, которую преимущественно помнят как исполнительницу роли Маши Старцевой в фильмах про Петрова и Васечкина. Начиная с 22 серии роль Оксаны Ромашко исполняла Екатерина Семёнова.
Первоначально планировалось, что сериал будет состоять из 52 эпизодов, но вышли только 35. В конце последней серии на экране появилась надпись, что ввиду отсутствия финансирования сериал продолжен не будет.
Сериал демонстрировался раз в неделю во время, ранее занятое зарубежными мелодрамами, популярными среди женской аудитории, что после показа первых 10 эпизодов обусловило корректировку сюжета и жанра: от криминальной драмы в сторону мелодрамы. Недельные паузы при показе сериала позволили его создателям уйти от непрерывности повествования, начиная каждую новую серию в новой временной точке.

## Сюжет
Летом 1992 года Валерий Горячев (Игорь Бочкин), отсидевший пять лет за некие финансовые махинации, возвращается в Москву и попадает в совершенно другую страну и другой мир: социализма больше нет, повсюду идет торговля всем подряд по сумасшедшим ценам, одни выживают как могут, другие «делают деньги». На воле Валерия ждёт мать в коммунальной квартире, жена, в одиночку воспитывавшая дочь, друг Павел, ставший бизнесменом. Оказывается, очень многое изменилось за эти пять лет, но некоторые вещи остались неизменными. Герой Игоря Бочкина, для которого специально писался сценарий сериала, подкупает своей честностью, волей, чувством юмора.

## Список серий
1. Новая Москва
2. Молодой, перспективный…
3. Потерянное поколение
4. Гуманитарная помощь
5. Законная жена
6. Ключ от квартиры
7. Вид на жительство
8. Заокеанская гостья
9. Дела и делишки
10. «8 тысяч» зелёных
11. Счётчик включён
12. Гости на пороге
13. Тайное и явное
14. Время выбора
15. Экскурсия в прошлое
16. Другое небо
17. Покушение
18. Брызги шампанского
19. Царь обезьян
20. Кризисный центр
21. Преследователь
22. Начать сначала
23. Побег
24. Друзья и враги
25. Тем временем где-то
26. Выстрелы в раю
27. Ремни безопасности
28. День забот
29. Жильё и жульё
30. Марш Мендельсона
31. Царь обезьян возвращается
32. Страсть
33. Прошло время…
34. Долги и платежи
35. Предварительные итоги

1993 год — 1-21 серии, 1994 год — 22-35 серии.

## В ролях
- Игорь Бочкин — Валерий Горячев
- Людмила Чурсина — Зинаида Васильевна, мать Горячева
- Всеволод Ларионов — Владлен Степанович Крюков (†)
- Ирина Малышева — Ольга
- Анна Каменкова — Елена Корн
- Алексей Гуськов — Павел Боровский
- Инга Ильм — Оксана Ромашко, актриса (с 1 по 21 серии)
- Екатерина Семёнова — Оксана Ромашко (с 22 по 32 серии)
- Леонид Сатановский — Аркадий Борисович
- Александр Песков — Филипп (Слава)
- Людмила Дмитриева — Юлия Сергеевна, администратор театра, гримёр
- Александр Кузьмичёв — Альфред Михайлович
- Игорь Верник — Виктор
- Ирина Михалёва — Катя Горячева
- Сергей Степанченко — Николай
- Ольга Толстецкая — Аня Каменцева, соседка
- Валерий Недоростков — Юрий Михайлович Елисеев, бывший начальник Горячева
- Елена Плетнёва — медсестра Лена
- Сергей Базаров — Сорокин, капитан милиции
- Евгений Тетервов — парень в кожанке / Константин
- Олег Вершинин — первый парень / телохранитель
- Вячеслав Руднев — второй парень
- Фёдор Смирнов — лейтенант милиции
- Татьяна Панкова — армянка у посольства
- Юрий Шпагин — Сергей
- Сергей Гармаш — Егор, таксист
- Иван Сигорских — Иван Афанасьевич
- Валерий Хлевинский — управляющий банком
- Александр Жарков — клерк / работник банка
- Николай Алексеев — Несчастливцев, артист
- Лариса Удовиченко — Даша, невестка Аркадия Борисовича
- Борис Романов — психотерапевт
- Татьяна Назарова — Люба, медсестра
- Дмитрий Хаустов — Дима
- Юрий Думчев — Жора, телохранитель
- Виталий Варганов — Александр Юрьевич Витальев, чиновник мэрии
- Елена Степанова — Надежда Ильинична Французова, журналистка
- Николай Сахаров — Гена Анциферов, журналист
- Нелли Петкова — журналистка
- Жорж Румянцев (13 серия)

## Саундтрек
Песню в финальных титрах исполняет Филипп Киркоров и Лариса Кандалова (в зависимости от серии). Эта песня написана на стихи Зинаиды Гиппиус «Страх и смерть».